# Rivière Rouge (rivière du Nord)
Pour les articles homonymes, voir Rivière Rouge et Rouge (homonymie).
La rivière Rouge est un affluent de la rive est de la rivière du Nord, coulant dans la municipalité de Saint-André-d'Argenteuil, dans la municipalité régionale de comté (MRC) d'Argenteuil, dans la région administrative des Laurentides, au Québec, au Canada.
La rivière Rouge coule vers l'ouest surtout en zone agricole, en parallèle à la rive nord du Lac des Deux-Montagnes.

## Géographie
Les bassins versants voisins de la rivière Rouge sont :
- au nord : rivière Noire ;
- à l'est : rivière Saint-Pierre ;
- à l'ouest : la rivière du Nord ;
- au sud : le lac des Deux-Montagnes.

La rivière Rouge prend sa source à la confluence de la rivière Saint-Pierre et le ruisseau Lalande. Cette source est située en zone agricole dans Saint-André-d'Argenteuil, à 200 m à l'ouest de la limite de Mirabel et à 5,0 km au nord du lac des Deux-Montagnes.
À partir de sa source, la rivière Rouge coule sur 8,8 km selon les segments suivants :
- 7,3 km vers l'ouest en passant du côté nord d'une montagne dont le sommet atteint 112 m, jusqu'à un pont routier ;
- 1,5 km vers le sud-ouest, en passant du côté sud-est du village de Saint-André-Est et du côté nord d'une montagne dont le sommet atteint 128 m, jusqu'à la confluence de la rivière[2].

La rivière Rouge se déverse sur la rive est de la rivière du Nord à 3,6 km en amont de la confluence de cette dernière.

## Toponymie
Le toponyme rivière Rouge a été officialisé le 17 août 1978 à la Banque des noms de lieux de la Commission de toponymie du Québec.